# Ukrosjjenije ognja
Ukrosjjenije ognja (russisk: Укрощение огня) er en sovjetisk spillefilm fra 1972 af Daniil Khrabrovitsky.

## Medvirkende
- Kirill Lavrov som Andrej Basjkirtsev[4]
- Ada Rogovtseva som Natalija Basjkirtseva
- Igor Gorbatjov som Ognev
- Andrej Popov som Gromov
- Igor Vladimirov som General Anatolij Golovin.
- Innokenti Smoktunovskij som Konstantin Tsiolkovskij
- Petr Shelokhonov som Mikhail Karelin
- Svetlana Korkosjko som Zoja Konstantinova
- Vsevolod Safonov som Leonid Sretenskij
- Zinovi Gerdt som Arthur Kartashov.
- Jevgenij Matvejev som fabriksdirektør.